# County Center (Virginie)
 (mars 2025).
County Center est une census-designated place située dans le comté de Prince William, dans l’État de Virginie, aux États-Unis. Lors du recensement de 2020, elle comptait 3 787 habitants.